# Postal 2
Постал 2 (на английски: Postal 2) е компютърна игра, издадена през 2003 година от компанията „Running With Scissors“.
Главният герой на играта е „Постал Дууд“, (не)нормален човек. Играта е най-популярна в Русия, но е забранена в Австралия и Нова Зеландия за „екстремно насилие“, „расизъм“, „хомофобия“ и „насилие над животни“.
Има два експанжъна: „Апокалиптичен уикенд“ и „Изгубеният рай“.